# Habur
Habur este un post de frontieră între Turcia și Irak în districtul Silopi din provincia Șırnak. Este punctul final al drumului european  care pleacă de la Lisabona și traversează Spania, sudul Italiei, Grecia și Turcia.